# Best...I
Best...I è un album raccolta della band inglese The Smiths.
Pubblicato il 17 agosto del 1992 dalla WEA, il disco raggiunse la prima posizione nella classifica degli album più venduti in Inghilterra e venne seguito, qualche mese più tardi, da una seconda raccolta gemella, intitolata ...Best II.

## Realizzazione
Il materiale raccolto dalla WEA, che aveva acquistato l'intero catalogo degli Smiths proprio nei primi mesi di quell'anno, venne promosso con l'uscita di due singoli: This Charming Man, che raggiunse la posizione numero 8 nella Official Singles Chart, la più alta che un singolo degli Smiths avesse mai raggiunto, seguito poi da How Soon Is Now?.
La versione europea dell'album ha in copertina la parte sinistra di una foto di Dennis Hopper, intitolata Biker Couple (e tratta da Out Of The Sixties) e ritrae un uomo e una donna seduti a un tavolo. La parte destra della stessa foto venne poi utilizzata per il seguente ...Best II. La copertina della versione americana ritrae, invece, l'attore Richard Davalos durante le riprese del film La valle dell'Eden.

## Tracce
1. This Charming Man – 2:43
2. William, It Was Really Nothing – 2:09
3. What Difference Does It Make? (album version) – 3:51
4. Stop Me If You Think You've Heard This One Before – 3:34
5. Girlfriend in a Coma – 2:02
6. Half a Person (B-side di Shoplifters of the World Unite) – 3:36
7. Rubber Ring (B-side di The Boy with the Thorn in his Side) – 3:48
8. How Soon Is Now? (full version) – 6:46
9. Hand in Glove (album version) – 3:25
10. Shoplifters of the World Unite – 2:58
11. Sheila Take a Bow – 2:42
12. Some Girls Are Bigger Than Others (da The Queen Is Dead) – 3:18
13. Panic – 2:20
14. Please, Please, Please Let Me Get What I Want (B-side di William, It Was Really Nothing) – 1:54

Tutte le tracce sono scritte da Morrissey/Marr.

## Formazione
- Morrissey - voce
- Johnny Marr - chitarra
- Andy Rourke - basso
- Mike Joyce - batteria